# سیارک ۲۰۵۵۷
سیارک ۲۰۵۵۷ (به انگلیسی: 20557 Davidkulka، نامگذاری:1999RB116) بیست هزار و پانصد و پنجاه و هفتمین سیارک کشف شده‌است که در ۹ سپتامبر ۱۹۹۹ کشف شد.
قدر مطلق سیارک برابر ۱۷.۰ است.